# Giuseppe Renzetti
Giuseppe Renzetti (Ascoli Piceno, 4 novembre 1891 – Castellina Marittima, 27 novembre 1953) è stato un diplomatico e militare italiano. Insignito di una medaglia d'argento e due di bronzo.

## Biografia
Nacque ad Ascoli Piceno il 4 novembre del 1891. Nel 1911 si arruola volontario come allievo ufficiale nel regio esercito. Nel 1912 partecipa alla guerra di Libia con il grado di sottotenente.
Promosso tenente nel 1914 combatte la Prima Guerra Mondiale negli Alpini raggiungendo al suo termine il grado di maggiore. Dal 1920 al 1922 fu membro della Commissione militare interalleata a Gleiwitz, in Alta Slesia dove conobbe Susanne Kochmann, che avrebbe sposato nel 1927. In questi anni Renzetti decise di rimanere in Germania, dove creò diverse iniziative per avvicinare questa all'Italia, diffondendo la cultura fascista. Questo suo entusiasmo verso la propaganda in Germania lo portò a conoscere anche i personaggi più importanti del Partito Nazista, come Hermann Göring e Hitler stesso, all'inizio degli anni '30. Il ruolo di Renzetti sarà quello di collegamento segreto tra Mussolini in persona e i nazisti in Germania, poiché il Duce considerava importante tenere d'occhio il movimento tedesco che si ispirava al Fascismo. Renzetti mantenne questo suo ruolo non ufficiale fino all'estate del 1933, anno in cui si formò il governo guidato da Hitler. Mussolini ritenne di non avere più bisogno dei servizi di Renzetti, il quale fu sempre più marginalizzato, anche dagli stessi Nazisti, con cui rimaneva in contatto solo per occasioni speciali. Dopo una parentesi negli Stati Uniti, ritornò in Germania nel 1936, dove però era completamente escluso dalla scena politica. 
Raggiunge il grado di colonnello il 30 gennaio 1939, con anzianità riferita al 1937.
Dopo la caduta del fascismo nel 1943 si schierò col governo Badoglio e ritornò in Italia dopo la fine della guerra, dove morì nel 1953.

## Il ruolo di Renzetti
Renzetti fu un personaggio importante per la diffusione del pensiero fascista in Germania. I nazisti infatti avevano idee poco chiare circa il fascismo che aveva appena preso il potere in Italia, sebbene ne fossero ammiratori, così Renzetti contribuì in modo decisivo a formarli e fargli conoscere istituzioni e concetti tipici. Nel 1925 istituì la Camera di Commercio italiana a Lipsia, che oltre ad essere un polo per le relazioni commerciali divenne ben presto anche un centro di propaganda. Renzetti iniziò a tenere conferenze e scrivere articoli sul giornale "Il Gagliardetto", per rendere noto in Germania il modello economico corporativista. Organizzò anche diversi ricevimenti a Berlino e viaggi in Italia con esponenti dell'estrema destra tedesca, tra cui membri dello Stahlhelm, un'organizzazione paramilitare, e anche Göring e Goebbels, nel 1930, evento che lo fece conoscere ai vertici Nazisti. In questi anni, parallelamente alla crescente popolarità e all'organizzazione di gruppi fascisti in Germania, Mussolini e Renzetti iniziarono ad entrare in contatto. Quest'ultimo informava segretamente Mussolini su quello che accadeva in Germania, ma dal 1930 viene incaricato di entrare a stretto contatto con il Partito Nazista, che si apprestava a diventare la prima forza politica. In questo modo Mussolini poteva comunicare direttamente con Hitler e i suoi fedeli senza ricorrere all'ambasciata italiana a Berlino, cosa che non era possibile a causa della volontà del Duce di influenzare le decisioni dei nazisti, atteggiamento vietato dal diritto internazionale. 
Tra il 1930 e il 1932 Renzetti presenziò a molte riunioni con Hitler, Goebbels, Göring e altri, dove esponeva i consigli del Duce, accrescendo peraltro la già forte ammirazione di Hitler nei confronti del politico italiano. Nel 1933 il Partito Nazista sale al potere e Renzetti mantiene il suo ruolo di collegamento non ufficiale, raggiungendo l'apice della sua carriera. Fu l'unico straniero ad assistere alla fiaccolata delle SA il 30 gennaio; il giorno successivo Hitler affidò a lui, e non all'ambasciatore Vittorio Cerruti, un messaggio di ringraziamento diretto a Mussolini. Nel mese successivo Renzetti continuò a rimanere in contatto con Hitler e a concedere le informazioni dall'Italia, anche in vista delle elezioni al Reichstag, ma iniziò ad assecondare l'atteggiamento sregolato dei nazisti. Mussolini era preoccupato che il carattere dei tedeschi, diretto a politiche aggressive sia interne che estere, potesse rovinare la loro immagine internazionale, dunque ordinò a Renzetti di spingere il nuovo governo ad orientarsi sulla strada già battuta dal Fascismo, con riforme graduali e con l'eliminazione dell'opposizione e degli ebrei dai posti di comando. Per questa ragione Renzetti alimentò l'interesse verso l'esempio fascista e le varie soluzioni adottate dal governo, tramite discussioni e conferenze, in cui presentava varie questioni come quella dei sindacati nello Stato e l'istituzione dell'Opera Nazionale Balilla e il Dopolavoro, che saranno un modello per gli anni a venire.

### La fine del suo incarico
All'inizio di aprile i rapporti tra Italia e Germania si incrinano, a causa della questione dell'Anschluss, manovra ritenuta da Mussolini troppo pericolosa nel campo internazionale per la Germania. In questo stesso periodo la rilevanza di Renzetti iniziò a diminuire, infatti Cerruti, in virtù della sua posizione ufficiale, poteva facilmente comunicare col governo fascista, grazie anche allo stesso Renzetti, che si era sempre adoperato per intensificare i rapporti tra la due nazioni. Nonostante fosse dello stesso avviso dei vertici italiani e diffidasse nei riguardi della politica estera tedesca, venne sempre più ignorato da Mussolini, che lo convocò per l'ultima volta il 2 luglio, quando gli fece capire che ormai le comunicazioni ufficiali dell'ambasciata erano le uniche ammesse e rilevanti. Renzetti era diventato quindi superfluo e fu sospeso dal suo compito, sia per evitare sovrapposizioni con l'ambasciatore Cerruti, che lo riteneva un personaggio irritante, sia per eliminare l'aria di segretezza dal rapporto tra l'Italia e la Germania, ufficialmente in stretto contatto.

## Onorificenze
- medaglia di bronzo e la medaglia di benemerenza per la guerra libica (1913)[6]
- insignito dell'ordine della Corona d'Italia, ha una medaglia d'argento (1921)[7]
- medaglia di bronzo (1922)[8]
- croce al merito di guerra e la medaglia di benemerenza per la partecipazione alla guerra italo-austriaca (1915-1918),
- interalleata per la Vittoria e nazionale per l'Unità d'Italia